# Bled Number One
Pour plus de détails, voir Fiche technique et Distribution.
Bled Number One est un film français réalisé par Rabah Ameur-Zaïmeche, sorti en 2006.

## Synopsis
Bled Number One raconte l'histoire de plusieurs personnes à travers les yeux de Kamel, expulsé de France, qui revient dans son village d'origine, Loulouj en Algérie. Il retrouve, non sans désenchantement, une société masculine où les femmes prennent leur repas à part des hommes. 

Il y a Louisa pour qui on ressent qu'il a une certaine attirance. Elle s'en retourne chez ses parents parce qu'elle est malmenée par son mari. Elle revient dans sa famille avec son fils. Elle est alors confrontée à la réprobation de sa propre famille. Elle est mal accueillie par sa mère qui pense plus au déshonneur que va lui causer sa fille qu'à ce qu'elle ressent.
Bouzid, le frère de Louisa, se fait attaquer alors qu'il est saoul par des fanatiques qui jugent son attitude indigne de l'Islam et qui menacent de lui trancher la gorge.
Ce groupe de jeunes, appelés les « desperados » dans le générique, sème la terreur en s'attaquant aussi aux joueurs de dominos et à tous ceux qui ne respectent pas les lois de la religion. Le mari de Louisa, jeune homme politique, revient la chercher et la jette hors de la voiture après avoir quitté le village. Elle revient chez elle seule, déshonorée, et son frère le lui fait ressentir : il la frappe.
Louisa est malheureuse, se sent abandonnée et seule. Elle veut son enfant et chanter pour évacuer sa peine. Sa belle-mère la renie. Elle tente de se suicider et se retrouve dans un asile psychiatrique où elle pourra enfin chanter, entourée de femmes comme elle : seules, déshonorées mais unies.
L'atmosphère est étouffante pour Kamel qui essaie malgré tout de s'accommoder de cet environnement. Mais à la fin, on peut comprendre qu'il va tenter de s'en aller en passant par la Tunisie. Il veut fuir ce pays où il se sent étranger, ce pays qu'il trouve maintenant hostile et violent.

## Fiche technique
- Titre : Bled Number One
- Réalisation : Rabah Ameur-Zaïmeche
- Scénario : Rabah Ameur-Zaïmeche
- Musique : Rodolphe Burger
- Photographie : Lionel Sautier et Hakim Si Ahmed
- Montage : Nicolas Bancilhon
- Société de production : Sarrazink Productions et Les Films du losange
- Pays d'origine :  France
- Format : couleur - 1,85:1 - Dolby Digital - 35 mm
- Genre : drame
- Durée : 100 minutes
- Date de sortie :  France : 7 juin 2006

## Distribution
- Meryem Serbah : Louisa
- Rabah Ameur-Zaïmeche : Kamel
- Abel Jafri : Bouzid
- Meriem Ameur-Zaïmeche : La mère
- Larkdari Ameur-Zaïmeche : Le père
- Soheb Ameur-Zaïmeche : Le fils de Louisa
- Farida Ouchani : Loubna
- Ramzy Bedia : Le mari de Louisa
- Abdel Rachid Ameur-Zaïmeche : Un patriote
- Benjala Ameur-Zaïmeche : Un patriote
- Cherif Ameur-Zaïmeche : Un patriote
- Faudel Ameur-Zaïmeche : Un patriote
- Mouloud Ameur-Zaïmeche : Un patriote
- Rachid Ameur-Zaïmeche : Un patriote
- Razak Ameur-Zaïmeche : Un patriote

## Distinctions
- Festival de Cannes 2006 : Prix de la jeunesse (sélection Un certain regard).